# Hisashi Kimura
Hisashi Kimura (木村 栄?, Kimura Hasashi; Kanazawa, 4 ottobre 1870 – Setagaya, 26 settembre 1943) è stato un astronomo giapponese.
Studiò all’Università Imperiale di Tokyo laureandosi nel 1892 presso la Facoltà di Scienze - Dipartimento di Astronomia. Lavorò presso l’Osservatorio Astronomico di Tokyo per poi assumere nel 1899 la carica, che mantenne fino al 1941, di direttore dell’Osservatorio Astronomico di Mizusawa (oggi Osservatorio Astronomico Nazionale del Giappone) nella Prefettura di Iwate realizzato all'atto dell’attivazione del Servizio Internazionale delle Latitudini (ILS)  per lo studio dell'oscillazione dell'asse di rotazione terrestre.

## Contributi scientifici
Dedicò la sua carriera,  a seguito della scoperta nel 1891 dell’oscillazione di Chandler, agli studi della misura delle variazioni dell’asse terrestre scoprendo nel 1902 un nuovo elemento della variazione della latitudine terrestre denominato Z-term che gli fece guadagnare fama internazionale.

## Onorificenze
- Nel 1911 ricevette il Premio Imperiale dell'Accademia Imperiale del Giappone
- Nel 1936 ricevette la Gold Medal della Royal Astronomical Society[3]
- Nel 1937 fu insignito dell'Ordine della Cultura

A Hisashi Kimura la UAI ha intitolato il cratere lunare Kimura e un asteroide, 6233 Kimura.